# Smilla (Zeitschrift)
Smilla ist eine deutsche Frauenzeitschrift, die seit März 2021 bei Ocean Global erscheint.
Die Zeitschrift behandelt die Themen Mode, Beauty, Gesundheit, Ernährung und Psychologie.
Der Slogan der Zeitschrift lautet „happy & healthy at every size“. Sie soll für das Zielpublikum – Frauen mit etwas größeren Kleidergrößen von 42 bis 48 und im Alter von 30 bis 65 Jahren – Inspiration für den Plus-Size-Lifestyle bieten.
Die Druckauflage der ersten Ausgabe betrug 150.000.